# Arnara
Arnara är en ort och kommun i provinsen Frosinone i regionen Lazio i Italien. Kommunen hade 2 278 invånare (2018).